# Jorge Silva (football, 1959)
Pour les articles homonymes, voir Jorge Silva et Silva.
Jorge Silva, de son nom complet Jorge Manuel Lopes da Silva, est un footballeur portugais né le 23 juin 1959 à Lisbonne. Il évoluait au poste d'attaquant.

## Biographie

### En club
Il évolue dans de nombreux clubs au Portugal, notamment le Benfica Lisbonne et le Boavista FC,,.
Il dispute 290 matchs pour un total de 96 buts marqués en première division portugaise. Il réalise sa meilleure performance lors de la saison 1988-1989, où il inscrit 15 buts en première division avec le CS Marítimo,.
Il inscrit son premier triplé en première division le 2 février 1980, avec l'équipe de l'Amora FC, contre l'Académica de Coimbra (victoire 6-0). Il inscrit son deuxième triplé le 29 avril 1984, avec l'équipe de Boavista, face au Varzim SC (victoire 3-0). Il marque son troisième et dernier triplé le 7 octobre 1984, avec le Benfica, face au Portimonense SC (victoire 5-1).
En Europe, il dispute huit matchs pour deux buts marqués. Il joue notamment trois rencontres en Coupe d'Europe des clubs champions.

### En équipe nationale
International portugais, il reçoit une unique sélection en équipe du Portugal, le 26 avril 1989, dans le cadre des qualifications pour la Coupe du monde 1990 contre la Suisse (victoire 3-1 à Lisbonne).

## Palmarès
Avec le Benfica Lisbonne :
- Vice-champion du Portugal en 1978 et 1979
- Vainqueur de la Coupe du Portugal en 1985